# 迪滕霍芬
迪滕霍芬是德国巴伐利亚州的一个市镇。总面积63.94平方公里，总人口5582人，其中男性2809人，女性2773人（2011年12月31日），人口密度87人/平方公里。